# 伊氏矮長頜魚
伊氏矮長頜魚，為輻鰭魚綱骨舌魚目象鼻魚科的其中一種，分布於非洲西部的淡水流域，體長可達9公分，棲息水草茂盛的洪氾區，屬雜質性，以小型無脊椎動物、植物殘枝、泥土等為食，繁殖期時，雄魚會築巢，並發出低頻率的電波捍衛領土，可作為觀賞魚。